# Lustră

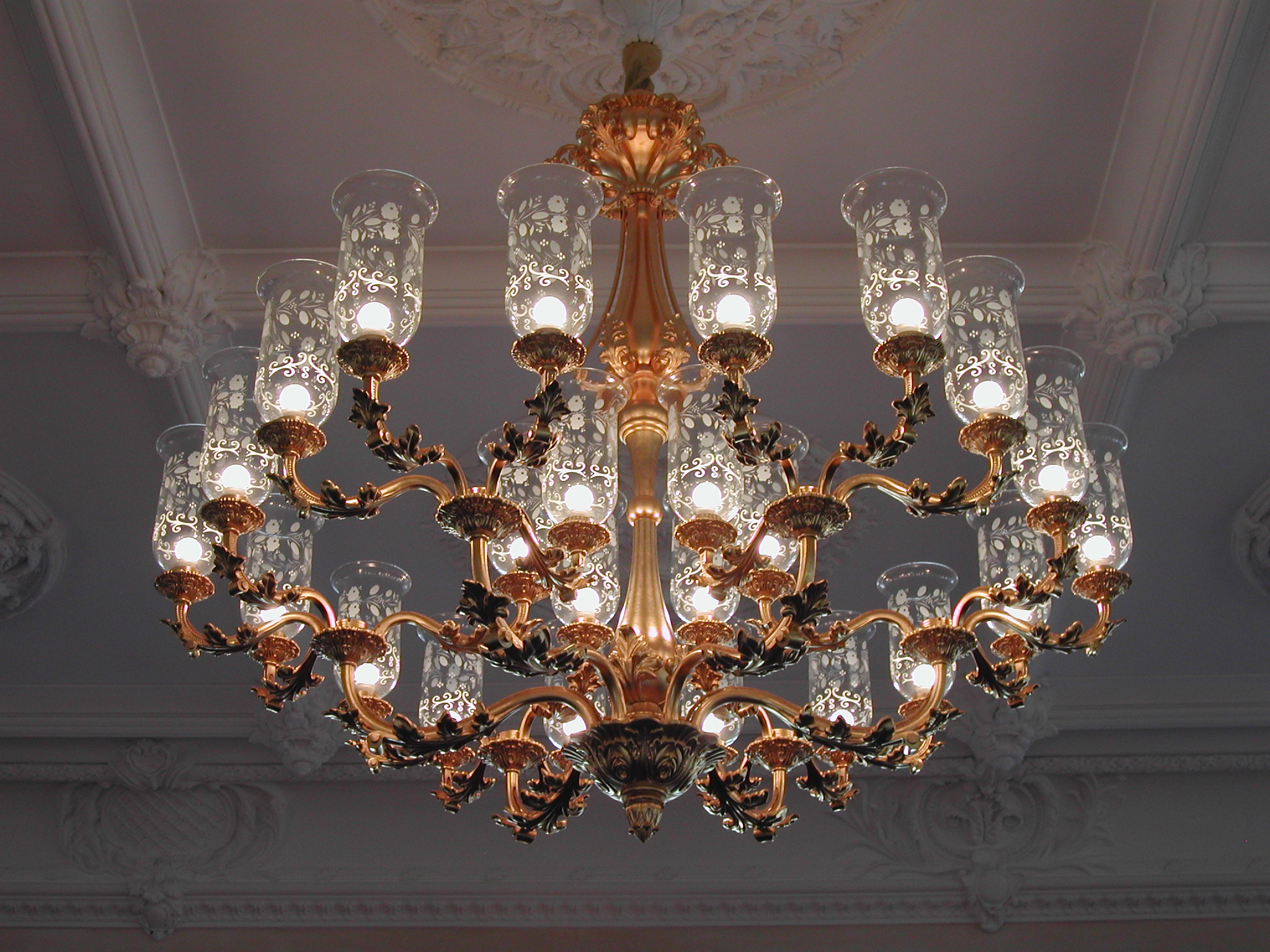
Lustră

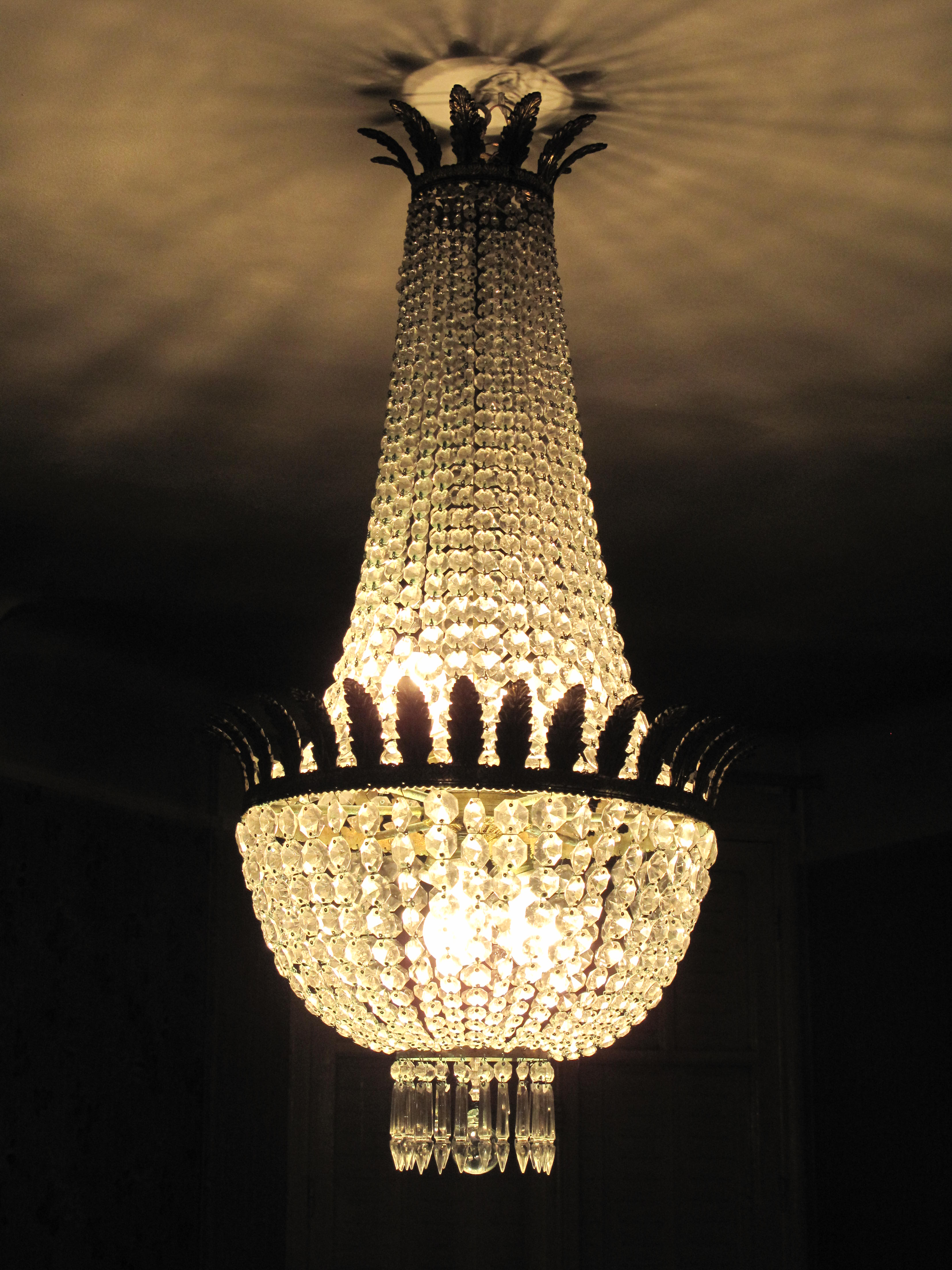

Lustra este un corp ornamental de iluminat, cu mai multe brațe, de obicei suspendată de tavanul unei încăperi. Adesea constă din numeroase prisme sau pandantive de cristal care refractă lumina în încăpere.